# آنان که خاک را به‌نظر کیمیا کنند
غزلی با مطلع «آنان که خاک را به‌نظر کیمیا کنند»، غزل شمارهٔ ۱۹۶ از دیوانِ حافظ در تصحیحِ محمد قزوینی و قاسم غنی است.

## مفهوم و درون‌مایه
دو بیت نخست شعر در جواب شعر شاه نعمت الله ولی نوشته شده که میگوید:
«ما خاک را به نظر کیمیا کنیم
صد درد را به گوشه ی چشمی دوا کنیم»
حافظ طبیبان مدعی را عاجز خوانده و از او دوا خواسته.

## ترجمه
<1.کسانی که با یک نگاه خود،خاک را تبدیل به زر و کیمیا می کنند، آیا می شود به ما هم عنایت و توجهی داشته باشند؟ حالا که درمان دردها را می دانند، آیا می شود درد ما را هم دوا کنند؟
2.بهتر این است که درد خود را از طبیبان لاف زن پنهان سازم.امید است که روزی فرا رسد که درد درونم از خزانه ی غیب و به عنایت پروردگار درمان شود.
3.وقتی معشوقی ازلی و حقیقی از نگاه ها پنهان است و جمال بی مثال او آشکار نیست، چرا هر کس از روی هوس و گمان و خیال باطلی که قادر به درک حقیقت غیب نیست از او تصویری می سازد و درباره ی او سخن می گوید؟
4.حال که رسیدن به رستگاری و عاقبت به خیر شدن به رندی و مستی یا زهد و پرهیز وابسته نیست، پس بهتر آن است که کار و احوال خود را به لطف و توجه و اراده ی خداوند واگذار کنیم و بر او توکّل نماییم.
5.اهل معرفت باش، معرفتی که مجموعه ای از علم و عشق و ایمان و ارادت را در بر می گیرد.چه به هنگامی که عشق ندای معامله سر می دهد، عارفان و صاحبان بصیرت و آشنایان رموز عشق، با کسی معامله و از کسی دستگیری می کنند که آشنایی و اهلیت عشق و درد و طلب داشته باشد.
6.اکنون که در برابر این مدعیان دروغین حجاب غیب وجود دارد و از درک اسرار محرومند، این قدر آشوب به پا کرده و آشفته حالند، باید دید زمانی که پرده ها از جلو چشمانشان کنار می رود و به کرامت واقعی دست پیدا می کنند، چه خواهند کرد و چه خواهند گفت؟
7.سنگ هم از شنیدن حکایت فراق معشوق می نالد و تو از این مسئله تعجب مکن؛ زیرا عارفان و صاحبان بصیرت، حکایت عشق و سخن دل را خوب و زیبا بیان می کنند.
8.باده بنوش، زیرا اگر تو گناه کنی که از چشم بیگانگان پنهان باشد و خود بدانی که گناهکاری، بهتر از عبادت و طاعت همراه با تظاهر و تزویر است.
9.می ترسم پیراهن یوسف که قرار بود به نزد حضرت یعقوب (ع)برده شود و بوی خوش آن روشنی بخش چشمان یعقوب گردد، در میان راه به دست برادران حسود او پاره پاره شود.
10.از کوی میخانه گذر کن تا کسانی را که در این کوی حضور دارند و دل به تو بسته اند، مشاهده کنی که چگونه تمام وقت خود را صرف ذکر و دعا کردن در حقّ تو می کنند.
11.اگر می خواهی این کار خیر را انجام دهی که مرا نزد خود دعوت کنی، به شیوه ی بخشندگان این کار را پنهانی و به دور از چشم حسودان و رقیبان انجام بده؛ زیرا انسان های کریم و بخشنده، برای رضای خدا به طور مخفیانه احسان و نیکی می کنند.
12.ای حافظ!زمان وصال و دیدار معشوق همیشگی نیست، زیرا که شاهان کمتر به گدایان درگاه خویش توجه می کنند و یا اصلاً توجهی نمی نمایند.>

## وزن
مفعول فاعلات مفاعیل فاعلن (مضارع مثمن اخرب مکفوف محذوف)

## در اجراها
محمدرضا شجریان در برنامهٔ شمارهٔ ۱۲۱ از مجموعهٔ گل‌های تازه این غزل را در دستگاهِ ماهور اجرا کرده است.